# Malou Prytz
Malou Prytzn (Ryd, Tingsryd község, 2003. március 6. –) svéd énekesnő. A Melodifestivalen egyik előadója.

## Zenei karrierje
2019-ben mutatkozott be a Melodifestivalen második elődöntőjében, ahol I Do Me című dalával egyenesen a döntőbe jutott. A válogatóműsor döntőjében végül utolsó lett. 2019. november 27-én az SVT sajtótájékoztatóján kiderült, hogy az énekesnő ismét bejutott a következő évi dalverseny huszonnyolc előadója közé Ballerina című dalával. Prytz a február 1-jei első elődöntőben lépett a színpadra, sorrendben negyedikként. A nézők végül a második esély fordulóba juttatták tovább, amelyet február 29-én rendetnek meg. Dalával innen nem sikerült továbbjutnia a döntőbe. 2022-ben tért vissza a svéd válogatóversenybe, ahol Bananas című dalával az első elődöntő utolsó helyén végzett.
2024. november 26-án jelentette be az SVT, hogy az énekesnő ismét bejutott a versenydalával a Melodifestivalen következő évi mezőnyébe. A 24K Gold című dalt a február 15-én rendezett harmadik elődöntőben adta elő Västeråsban, ahol a negyedik helyen végzett, így nem folytathatta a versenyt.

## Diszkográfia

### Stúdióalbumok
- Enter (2019)

### Kislemezek
- I Do Me (2019)
- Left & Right (2019)
- If It Ain't Love (2019)
- Ballerina (2020)
- Bananas (2022)
- 24K Gold (2025)

### Közreműködések
- All Good (2019, Mille)
- Do (2020, Mille &  Glockenbach )

## Elérhetőségei
- Instagram
- Spotify
- Apple Music